# Cerastium pisidicum
Cerastium pisidicum är en nejlikväxtart som beskrevs av Ayasligil och Kit Tan. Cerastium pisidicum ingår i släktet arvar, och familjen nejlikväxter. Inga underarter finns listade i Catalogue of Life.